# Блайс, Реджинальд Хорас
Реджинальд Хорас Блайс (англ. Reginald Horace Blyth, яп. レジナルド・ブライス, 3 декабря 1898 — 28 октября 1964) — британский японист и синолог, автор работ по хайку и дзэн-буддизму.

## Биография
Родился в графстве Эссекс в семье железнодорожного клерка. Ходил в школу в Илфорде. Во время Первой мировой войны в 1916 попал в тюрьму как уклонист (пацифист)  от службы в армии. После войны учился в Лондонском университете, закончив его с красным дипломом в 1923 году. 
В 1924 году женился на университетской подруге Анне Беркович. Некоторые биографы пишут, что чета переехала в Индию, где Блайс был недоволен британской колониальной политикой, но существует и мнение, что этот факт биографии был выдуман ментором Блайса Дайсэцу Судзуки.

## Корея (1925—1935)
В 1925 году Блайс с супругой переехали в Корею, находившуюся в то время под японским управлением. Блайс стал доцентом, преподавателем английского языка, в Сеульском университете Кэйдзё. В это время он начал изучать японский и китайский языки, а также основы дзэн-буддизма  (под руководством Ханаямы Таиги из Мёсин-дзи). 
В 1933 году Блайс усыновил корейского школьника и оплатил его обучение в Корее и в Лондоне. Жена ученого вернулась в Англию одна (1934). Блайс последовал за ней через какое-то время; в 1935 году супруги развелись.

## Япония (1936—1964)
Учёный вернулся в Сеул в 1936 году и на следующий год женился второй раз на японке Кисиме Томико, которая родила Блайсу двух дочерей: Нану и Харуми. Семья переехала в Канадзаву, где Блайс получил работу учителя английского в Четвёртой средней школе, ставшей впоследствии Университетом Канадзавы.
После нападения на Перл-Харбор в 1941 году Япония вступила во Вторую мировую войну. Как британский подданный, Блайс был интернирован, несмотря на то, что выражал сочувствие Японии и просил японского подданства, в чём ему было отказано. Пока он был в заключении, его огромная библиотека погибла во время воздушного налёта.
После войны Блайс стал посредником между японскими и американскими властями и старался смягчить процесс перехода к миру, активно посредничая между Управлением Императорского двора Японии и своим близким другом Харольдом Хендерсоном, членом штаба генерала Дугласа МакАртура. Вместе они составили императорскую декларацию Нингэн-сэнгэн, согласно которой Хирохито объявил себя человеком, а не божеством.
В 1946 годуР.  Блайса назначили профессором английского языка Университета Гакусюин, где учёный также преподавал английский наследному принцу, позднее взошедшему на престол по именем Император Акихито.
Основным достижение Блайса является популяризация японской поэзии, особенно хайку, и дзэн-буддизма на Западе. 
В 1954 Блайс получил степень доктора литературы в Токийском университете, а в 1959 — Орден Священного сокровища четвёртого класса.
Блайс умер в 1964 году от рака мозга и осложнений пневмонии в токийской Больнице Св. Луки. Похоронен на кладбище Храма Токэи в Камакуре рядом со своим близким другом Д. Судзуки.
Оставил следующее предсмертное стихотворение:
Садзанка ни кокоро нокоситэ табидатину
Камелии цветку
оставил сердце.
В последний путь!..

## Блайс и хайку
После угасания первоначального интереса имажистов, Запад мало интересовался хайку.
В 1949 году Блайс опубликовал первый том своего четырёхтомного труда «Хайку» (англ. Haiku), способствовав тем самым возвращению интереса на Западе к этой литературной форме (как и к Дальнему Востоку в целом). Позднее учёный опубликовал несколько работ, посвящённых  дзэн-буддизму, хайку, сэнрю и другим формам японской и азиатской литературы. Его самыми значительными трудами являются «Дзэн в английской литературе и восточные классики» (англ. Zen in English Literature and Oriental Classics, 1942); четырёхтомник «Хайку» (1949—1952), написанный в виде комментированной антологии (содержит, в основном, несовременные хайку, хотя и включает произведения Сики); и двухтомная («История хайку» англ. History of Haiku, 1964). На сегодняшний день Блайс считается самым значительным переводчиком и интерпретатором хайку для англофонов.